# Campionato Italiano Velocità in Salita

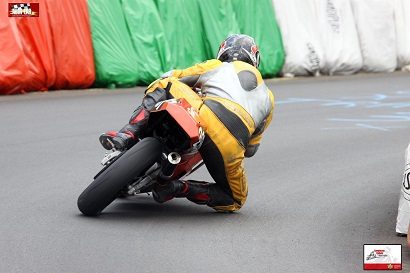
Una cagiva mito 125 alla Gorno Oneta passo Zambla

Il Campionato Italiano Velocità in Salita (CIVS) è una competizione motociclistica nazionale sancita dalla Federazione Motociclistica Italiana, che si disputa sotto forma di una serie di cronoscalate su strade normalmente aperte al pubblico.

## Storia
Sebbene le cronoscalate fossero una parte importante dello sport motociclistico sin dai suoi inizi, fu solo dal 1959 che la FMI istituì un campionato dedicato, il Campionato Italiano della Montagna. Il neonato campionato ebbe un notevole successo, e fu la palestra per un'intera generazione di piloti: tra i più celebri si ricordano Giacomo Agostini (che vinse nel 1963 la Classe 175 - l'allora classe regina - con una Moto Morini 175 Settebello Aste Corte ufficiale), Roberto Gallina, Angelo Bergamonti, Silvano Bertarelli, Otello Buscherini, Pier Paolo Bianchi, Pieraldo Cipriani, oltre agli "specialisti" Attilio Damiani, Angelo Tenconi e Giovanni Burlando.
Dalla nascita e sino al 1963 al Campionato erano ammesse le moto delle categorie "Formula Sport" e "Formula 2", nelle cilindrate 50, 100, 125 e 175; dal 1964 furono ammesse solo le moto che rispettavano il regolamento della categoria "Formula Sport Internazionale". Le classi ammesse crebbero dapprima ammettendo le 250 nel 1964, poi le 500 nel 1972, mentre nel 1980 hanno fatto la loro comparsa le moto della Formula TT. I sidecar vi hanno partecipato dal 1969 al 1984, per poi essere riammessi a partire dal 2011.
A fine anni ottanta il campionato subì un calo di interesse e di partecipazione, venendo declassato dal 1989 a Trofeo della Montagna e questa denominazione rimase fino al 2008, quando la FMI riattribuì la validità di titolo italiano al campionato, restituendogli dapprima la denominazione di Campionato Italiano della Montagna per la stagione 2009, per passare poi alla denominazione attuale dal 2010.
Il CIVS è l'unica competizione motociclistica italiana su strade pubbliche dopo che la tragica scomparsa di Bergamonti durante una gara della Temporada Romagnola del 1971 aveva posto fine alle gare di velocità su circuiti cittadini.
Le classi ammesse per il campionato sono Moto 3, 125 Open e GP, 250 Open e GP, 600 Open, 600 Stock, Naked, Sidecar e Supermoto.

## Tappe
Di seguito sono riportati i percorsi di gara che sono avvenuti negli ultimi anni
- Sillano - Ospedaletto (La classica 42 edizioni)
- Gragnana - Varliano (dal 2017)
- Radicondoli - Madonna Olli
- Carpasio - Pratipiani
- Poggio - Vallefredda
- Spoleto - Forca di Cerro
- Castione - Bazzano
- Gorno Oneta - Passo Zambla
- Vellano - Macchino
- Levico - Vetriolo
- Rocco - Cocconato
- Barge - Montebracco
- Pieve S.Stefano - Passo dello Spino
- Rossana - Lemma
- Trento - Bondone
- Ballabio - Piani Resinelli
- Fasano - Selva

## Albo d'oro
Fonte: sito ufficiale CIVS; Motociclismo gennaio 1976, pag. 102
| Anno                                             | Classe 50               | Classe 100         | Classe 125           | Classe 175           |                  |                  |                  |                       |           |
| ------------------------------------------------ | ----------------------- | ------------------ | -------------------- | -------------------- | ---------------- | ---------------- | ---------------- | --------------------- | --------- |
| 1959                                             | Rossetti (F2)           | Carena (F2)        | Mandolini (F2)       | Damiani (F2)         |                  |                  |                  |                       |           |
| 1959                                             |                         | Marchi (Sport)     | Spinello (Sport)     | Tenconi (Sport)      |                  |                  |                  |                       |           |
| 1960                                             | Pernigotti (F2)         | Mencaglia (F2)     | Fiocchi (F2)         | Damiani (F2)         |                  |                  |                  |                       |           |
| 1960                                             | Molinar (Sport)         | Rossi (Sport)      | Imola (Sport)        | Tenconi (Sport)      |                  |                  |                  |                       |           |
| 1961                                             | Franchi / Bernardi (F2) | Maffucci (F2)      | Folegnani (F2)       | Damiani (F2)         |                  |                  |                  |                       |           |
| 1961                                             | Molinar (Sport)         | Incao (Sport)      | Zaccanti (Sport)     | Rossi (Sport)        |                  |                  |                  |                       |           |
| 1962                                             | Franchi (F2)            | Borri (F2)         | Balboni (F2)         | Damiani (F2)         |                  |                  |                  |                       |           |
| 1962                                             | Piana (Sport)           | Marchi (Sport)     | Zaccanti (Sport)     | Ballestrieri (Sport) |                  |                  |                  |                       |           |
| 1963                                             | Franchi (F2)            | Borri (F2)         | Zaccanti (F2)        | Damiani (F2)         |                  |                  |                  |                       |           |
| 1963                                             | Borri (Sport)           | Muscionico (Sport) | Ballestrieri (Sport) | Agostini (Sport)     |                  |                  |                  |                       |           |
| Anno                                             | Classe 75               |                    | Classe 125           | Classe 175           | Classe 250       |                  |                  |                       |           |
| 1964                                             | Mencaglia               |                    | Burlando             | Gallina              | Ballestrieri     |                  |                  |                       |           |
| 1965                                             | Borri                   |                    | Burlando             | Bergamonti           | Tenconi          |                  |                  |                       |           |
| 1966                                             | Bongiovanni             |                    | Burlando             | Bergamonti           | Tenconi          |                  |                  |                       |           |
| Anno                                             | Classe 60               |                    | Classe 125           | Classe 175           | Classe 250       |                  |                  | Classe Sidecar        |           |
| 1967                                             | Tenconi                 |                    | Burlando             | Bertarelli           | Tenconi          |                  |                  |                       |           |
| 1968                                             | Villa                   |                    | Meago                | Bertarelli           | Tenconi          |                  |                  |                       |           |
| 1969                                             | Buscherini              |                    | Burlando             | Burlando             | Romairone        |                  |                  | Dal Toè ‐ Modesti     |           |
| Anno                                             | Classe 50               |                    | Classe 125 / TT4     | Classe 175           | Classe 250 / TT3 | Classe 500 / TT2 | Classe TT1       | Classe Sidecar        |           |
| 1970                                             | Cannizzaro              |                    | Burlando             | Burlando             | Buffarello       |                  |                  | Nosengo ‐ Rosani      |           |
| 1971                                             | Ravagli                 |                    | Burlando             | Ricca                | Giugler          |                  |                  | Dal Toè ‐ Jeva        |           |
| 1972                                             | Bianchi                 |                    | Burlando             | Ricca                | Giugler          | Daneu            |                  | Revelli ‐ Bruschi     |           |
| 1973                                             | Bianchi                 |                    | Burlando             | Ricca                | Paganini         | Cazzaniga        |                  | Dal Toè ‐ Nardone     |           |
| 1974                                             | Bianchi                 |                    | Valli                |                      | Cipriani         | Ormeni           |                  | Romairone-Giovani     |           |
| 1975                                             | Ziggiotto               |                    | Valli                |                      | Giugler          | Ormeni           |                  | Zini ‐ Fornaro        |           |
| 1976                                             | Ziggiotto               |                    | Cerada               |                      | Cipriani         | Giuglier         |                  | Zini ‐ Fornaro        |           |
| 1977                                             | Regaioli                |                    | Affini               |                      | Giachino         | Giuglier         |                  | Romairone-Giovani     |           |
| 1978                                             | Borri                   |                    | Vasetti              |                      | Giachino         | Cresta           |                  | Pedrini ‐ Mignani     |           |
| 1979                                             | Affini                  |                    | Vasetti              |                      | Burlando         | Falanga          |                  | Donati ‐ Sonaglia     |           |
| 1980                                             | Rosso                   |                    | Ruo Rui              |                      | Giachino         | Rolfo            | Nucci            | Donati ‐ Sonaglia     |           |
| 1981                                             | Sala                    |                    | Ruo Rui              |                      | Marsigli         | Piano            | Nucci            | Donati ‐ Sonaglia     |           |
| 1982                                             | Scalinci                |                    | Anichini             |                      | Truffa           | Piano            | Falanga          | Campolucci ‐ Magalino |           |
| 1983                                             | Rosso                   |                    | Ruo Rui              |                      | Giovacchini      | Pagnozzi         | Falanga          | Campolucci ‐ Magalino |           |
| 1984                                             | Scalinci                |                    | Bianchi              |                      | Burlando         | Pagnozzi         | Copelli          | Sullo ‐ Armanino      |           |
| Anno                                             | Classe 80               | Classe F4          | Classe 125           | Classe 500           | Classe 600       | Classe 750       | Open             | BOT                   |           |
| 1985                                             | Sala                    | Bianchi            | Burlando (Classe F3) | Cavalli              |                  | Ruo Rui          |                  | Valentini             |           |
| 1986                                             |                         |                    | Foti                 | Cavalli              | Valentini        |                  | Ruo Rui          |                       |           |
| 1987                                             |                         |                    | Papa                 | Cantisani            |                  | Valentini        |                  | Cerrini               |           |
| 1988                                             |                         |                    | Cosimi               | Cavalli              |                  | Cantalupo        |                  | Merla                 |           |
| Dal 1989 al 1999 mancano dati dal sito ufficiale |                         |                    |                      |                      |                  |                  |                  |                       |           |
| Anno                                             | Classe 125              | Classe 250         | 600 Superstock       | Naked                | 600 Open         | Supermotard      | Classe Sidecar   | Moto 3                | 1000 Open |
| 2000 (Trofeo)                                    | Ragazzoni               | Scenini            | Cortese              |                      | Ennemoser        | Raso             | Sullo - Armanino |                       |           |
| 2001 (Trofeo)                                    | Bonetti                 | Scenini            | Cavalli              |                      | Manici           | Rozza            | Sullo - Armanino |                       |           |
| 2002 (Trofeo)                                    | Batistoni               | Bonetti            | Cavalli              |                      | Manici           | Givani           | Sullo - Armanino |                       |           |
| 2003 (Trofeo)                                    | Batistoni               | Federigi           | Curinga              | Folli                | Manici           | Givani           | Sullo - Armanino |                       |           |
| 2004 (Trofeo)                                    | Valenghi                | Lugarini           | Bonetti              | Folli                | Manici           | Givani           | Sullo - Armanino |                       |           |
| 2005 (Trofeo)                                    | Pezzotti                | Valenghi           | Lignite              | Federigi             | Bonetti          | Ravera           | Sullo - Armanino |                       |           |
| 2006 (Trofeo)                                    | Vanzo                   | Testoni            | Curinga              | Rebora               | Duci             | Ravera           | Sullo - Armanino |                       |           |
| 2007 (Trofeo)                                    | Tumminello              | Airola             | Gasparetto           | Musso                | Duci             | Ravera           | Sullo - Armanino |                       |           |
| 2008 (Trofeo)                                    | Bleggi                  | Pieroni            | Pedriali             | Federigi             | Manici           | Ravera           | Sullo - Armanino |                       |           |
| 2009                                             | Formenti                | Pieroni            | Curinga              | Manici               | Bonetti          | Ravera           | Sullo - Armanino |                       |           |
| 2010                                             | Queirolo                | Olcese             | Curinga              | Manici               | Bonetti          | Covezzi          | Ozimo - Zanarini |                       |           |
| 2011                                             | Queirolo                | Olcese             | Nari                 | Manici               | Bonetti          | Covezzi          | Ozimo - Zanarini |                       |           |
| 2012                                             | Sullo                   | Olcese             | Nari                 | Manici               | Tarquini         | Gottardi         | Pauli - Cavadini |                       |           |
| 2013                                             | Ginesini                | Olcese             | Nari                 | Manici               | Bonetti          | Bentivoglio      | Simon - Bardelli | Neri                  |           |
| 2014                                             | Queirolo                | Olcese             | Bonetti              | Manici               | Curinga          | Martinelli       | Barbi - Doratori | Neri                  |           |
| 2015                                             | Queirolo                | Olcese             | Nari                 | Manici               | Curinga          | Bentivoglio      | Barbi - Doratori | Neri                  | Bonetti   |
| 2016                                             | Mazzi                   | Queirolo           | Sullo                | Manici               | Curinga          | Majola           | Barbi - Doratori | Lombardi              | Bonetti   |
| 2017                                             | Rosati                  | Testoni            | Lignite              | Manici               | Stolli           | Gubbini          | Barbi - Padoan   | Lombardi              | Lannutti  |
| 2024                                             |                         |                    |                      |                      |                  |                  |                  |                       | Salvadori |